# Campionati mondiali giovanili di nuoto artistico
I campionati mondiali giovanili di nuoto artistico  (FINA World Junior Artistic Swimming Championships), in precedenza campionati mondiali giovanili di nuoto sincronizzato, sono il principale evento mondiale organizzato dalla FINA dedicato agli atleti sotto i 18 anni di età. Si svolgono a cadenza biennale, a partire dal 1989 fino al 2001 negli anni dispari mentre a partire dal 2002 si disputano negli anni dispari.

## Edizioni
| No.   | Anno | Sede                        | Date                  | Gare | n° naz. |
| ----- | ---- | --------------------------- | --------------------- | ---- | ------- |
| I     | 1989 | Cali ( Colombia)            | 17 - 23 luglio        | 3    | 13      |
| II    | 1991 | Salerno ( Italia)           | 25 - 28 luglio        | 3    | 10      |
| III   | 1993 | Leeds ( Regno Unito)        | 27 - 30 agosto        | 3    | 28      |
| IV    | 1995 | Bonn ( Germania)            | 20 - 23 luglio        | 3    | 28      |
| V     | 1997 | Mosca ( Russia)             | 29 giugno - 3 luglio  | 3    | 27      |
| VI    | 1999 | Cali ( Colombia)            | 7 - 11 luglio         | 3    | 15      |
| VII   | 2001 | Federal Way ( Stati Uniti)  | 15 - 19 agosto        | 3    | 28      |
| VIII  | 2002 | Montréal ( Canada)          | 17 - 23 luglio        | 4    | 29      |
| IX    | 2004 | Mosca ( Russia)             | 21 - 25 luglio        | 4    | 31      |
| X     | 2006 | Foshan ( Cina)              | 7 - 11 ottobre        | 4    |         |
| XI    | 2008 | San Pietroburgo ( Russia)   | 8 - 13 luglio         | 4    | 26      |
| XII   | 2010 | Indianapolis ( Stati Uniti) | 9 - 15 agosto         | 4    | 25      |
| XIII  | 2012 | Volos ( Grecia)             | 12 - 16 settembre     | 4    | 33      |
| XIV   | 2014 | Helsinki ( Finlandia)       | 30 luglio - 3 agosto  | 4    | 34      |
| XV    | 2016 | Kazan' ( Russia)            | 9 - 13 luglio         | 5    | 34      |
| XVI   | 2018 | Budapest ( Ungheria)        | 18 - 22 luglio        | 9    | 41      |
| XVII  | 2022 | Quebec City ( Canada)       | 23 - 27 agosto        | 12   | 25      |
| XVIII | 2023 | Atene ( Grecia)             | 30 agosto-3 settembre | 7    | 28      |
| XIX   | 2024 | Lima ( Perù)                | 28 agosto-1 settembre | 11   | 35      |
| XX    | 2025 | Atene ( Grecia)             | 26-30 agosto          | TBD  | TBD     |

## Medagliere
Aggiornato all'edizione 2024
| Posiz. | Nazione          | Oro | Argento | Bronzo | Totale |
| ------ | ---------------- | --- | ------- | ------ | ------ |
| 1      | Russia           | 50  | 4       | 2      | 56     |
| 2      | Giappone         | 16  | 24      | 24     | 64     |
| 3      | Cina             | 6   | 16      | 12     | 34     |
| 4      | Stati Uniti      | 5   | 2       | 12     | 19     |
| 5      | Spagna           | 4   | 10      | 13     | 27     |
| 6      | Messico          | 3   | 2       | 0      | 5      |
| 7      | Canada           | 2   | 10      | 10     | 22     |
| 8      | Grecia           | 2   | 1       | 2      | 5      |
| 9      | Ucraina          | 1   | 13      | 1      | 16     |
| 10     | Francia          | 1   | 3       | 2      | 6      |
| 11     | Italia           | 1   | 2       | 10     | 13     |
| 12     | Corea del Sud    | 1   | 1       | 0      | 2      |
| 13     | Paesi Bassi      | 0   | 2       | 0      | 2      |
| 14     | Unione Sovietica | 0   | 1       | 1      | 2      |
| 14     | Cile             | 0   | 1       | 1      | 2      |
| 16     | Regno Unito      | 0   | 1       | 0      | 1      |
| 17     | Kazakistan       | 0   | 0       | 3      | 3      |
| Totale | Totale           | 93  | 93      | 93     | 279    |